# Amtliche Prüfungsnummer
Die Amtliche Prüfungsnummer (A.P.-Nr.) ist die behördlich vergebene Nummer zur individuellen Kennzeichnung von Weinen oder Weinbränden, die bestimmten Qualitätskriterien genügen. Die amtliche Prüfungsnummer muss auf jeder Flasche sichtbar angebracht sein.

## Amtliche Prüfungsnummer für Deutschen Wein
Die Amtliche Prüfungsnummer ist die jedem „Qualitätswein“ und „Prädikatswein“ (früher „Qualitätswein mit Prädikat“) nach  Deutschem Weinrecht zugeteilte Nummer, die das erfolgreiche Passieren der Qualitätsweinprüfung bestätigt. Ihre Angabe auf dem Etikett ist obligatorisch.
Die Amtliche Prüfungsnummer wird nur dann verliehen, wenn der Wein aus Trauben der Weinrebe Vitis vinifera hergestellt wurde, die vorgeschriebene Erntemenge pro Hektar eingehalten wurde und die geltenden weinrechtlichen Anforderungen analytisch und sensorisch erfüllt wurden.
Aus ihr lässt sich der Abfüllbetrieb, das Jahr der Anstellung zur Qualitätsweinprüfung sowie die laufende betriebsinterne Nummer des Weines ablesen.

### Aufbau der amtlichen Prüfungsnummer
Die erste Ziffer kennzeichnet die Prüfstelle, die dem Wein die Amtliche Prüfungsnummer zugeteilt hat (1 = Koblenz; 2 = Wittlich; 3 = Trier; 4 = Alzey; 5 = Neustadt; 6,7 = Bad Kreuznach...). Die nächsten drei Ziffern stehen für die Gemeinde, in der der Antragsteller seinen Betriebssitz hat. Die Ziffern fünf bis sieben sind die Betriebsnummer des Abfüllers. Die nächsten drei Ziffern beziffern die Füllung eines Betriebes als laufende Nummer. Aus den letzten zwei Ziffern wird das Jahr der Antragstellung ersichtlich. Die Zahl 01 bezeichnet beispielsweise das Jahr 2001.

## Amtliche Prüfungsnummer für Deutschen Weinbrand
Die Amtliche Prüfungsnummer wird einem in der Bundesrepublik Deutschland hergestellten Weinbrand von staatlichen Qualitätsprüfungsämtern der Bundesländer jährlich nach einer analytischen und sensorischen Prüfung erteilt. Von einer sachverständigen Prüfungskommission wird der Weinbrand verdeckt nach Farbe, Klarheit, Geruch und Geschmack beurteilt. Die höchstmögliche Punktzahl beträgt 20. Ein Erzeugnis, das weniger als 15 Punkte bekommt, darf nicht als Weinbrand auf den Markt gebracht werden.